# Daniela Mărănducă
Daniela Mărănducă Nicolai (n. 17 iunie 1976, Constanța, România) este o fostă sportivă de gimnastică artistică și aerobică. Pe parcursul carierei, ea a câștigat nouă medalii la Campionatele Mondiale și Europene (șase de aur, două de argint și una de bronz). În prezent este antrenoare a echipei naționale de gimnastică artisitică juniori a României.

## Cariera sportivă

### Gimnastică artistică
Daniela Mărănducă a început să practice gimnastica la vârsta de 6 ani la Clubul Farul Constanța și a fost antrenată de Nicolae Valerian Forminte. În 1991 a devenit prima gimnastă din acel club care a fost selectată pentru echipa națională. La începutul carierei sale de senior nu a fost selectată pentru a participa la competiții internaționale majore. În schimb, a concurat la Internaționalele Române și la Naționalele Române. În 1993, a terminat pe locul trei la Internaționalele Române, după Lavinia Miloșovici și Lyudmila Stovbchataya.
La scurt timp după această competiție, și-a rupt glezna și și-a luxat grav încheietura mâinii în timpul antrenamentelor. I s-a spus că nu va mai putea reveni la gimnastică, dar după ce și-a revenit după accidentări, s-a întors la Constanța pentru a se antrena cu echipa de juniori. A revenit la echipa națională în 1994. Hotărârea ei de a reveni la echipa națională a fost o mare inspirație pentru pregătirea juniorilor la Farul. Din lotul de juniori făcea parte și Simona Amânar, care a declarat ulterior că Mărănducă a fost cel mai bun exemplu pentru ea, prin determinarea și perseverența de care a dat dovadă revenind la echipa națională.
În 1994 Daniela Mărănducă a câștigat mai multe medalii la competiții minore și a mers cu echipa de la Dortmuntd pentru a concura la Campionatele Mondiale din 1994. Performanța ei la toate cele patru evenimente, evidențiată de un 9.8 la săritură și un 9.837 la sol, a ajutat echipa să câștige medalia de aur.
S-a retras din gimnastica artistică la sfârșitul anului 1994 și s-a întors la Constanța, unde și-a continuat studiile în domeniul ecologiei și a început să antreneze la Farul.

### Gimnastică aerobică
După retragerea din gimnastică, Daniela Mărănducă a evoluat în Aeros, un grup de foști gimnaști care prezintă spectacole de gimnastică aerobică în întreaga lume, alături de Izabela Lăcătuș, Lăcrămioara Filip, Cristian Leric și Remus Nicolai. În 1996 a început să se antreneze pentru gimnastică aerobică, iar în 1999 a fost selectată pentru lotul național de aerobic pregătit de Maria Fumea. În timpul carierei de gimnastică aerobică a câștigat două titluri mondiale (2002 și 2004) și trei titluri continentale (1999, 2001 și 2003) pentru proba de grupă. Ea a câștigat, de asemenea, o medalie de bronz la campionatele mondiale și două medalii de argint la campionatele europene (2001 și 2003) și s-a clasat pe locul cinci la campionatele mondiale din 2002 la evenimentul trio. S-a retras din gimnastica aerobică în 2005.

### Activitatea de antrenoare
În 2002, s-a căsătorit cu colegul ei de la echipa națională, Remus Nicolai. Împreună au o fiică, Valeria, născută în 2006. În 2007 au deschis împreună un club privat de gimnastică la Constanța, iar din 2017 antrenează lotul național de gimnastică artistică junioare la Centrul Național Olimpic pentru pregătirea junioarelor de la Deva.